# ترک‌های تونس
ترک‌های تونس یا تونسی‌های ترک (عربی: الأتراک فی تونس فرانسوی: Turcs en Tunisie‎ ترکی استانبولی: Tunus Türkleri) به اقوامی از ترکان آناتولی اطلاق می‌شود؛ که یک گروه اقلیت را در تونس تشکیل می‌دهند. برای اولین بار، حدود ده هزار سرباز ترک امپراطوری عثمانی در سال ۱۵۳۴ زمانی که تونس کنونی جزئی از حکومت عثمانی قلمداد می‌شد، وارد این منطقه شدند. با سقوط حکومت عثمانی، ترک‌ها و استعمارشان بر این منطقه برای قرن‌ها که تحت سلطه ترک‌ها بود، پایان پذیرفت. به عنوان یک نتیجه، ترکیب قومی تونس با مهاجرت ترکان از آناتولی و سیر تکاملی «کولوگلیس» که مردم از تغییرمخلوط ترک و مغرب مرکزی بودند، تشکیل یافتند. خانواده‌ها با اصالت ترک عمدتاً در نزدیکی شهرهای ساحلی، نظیر مهدیه و شهر تونس و اطراف جزیره جربه زندگی می‌کنند.
خانواده‌های تُرک تونس به‌طور سنتی با آموزش‌های دینی از دوران امپراطوری عثمانی پیرو دین اسلام و مذهب حنفی هستند. به‌طور سنتی، مساجد ترک‌های تونس دارای مناره هشت ضلعی می‌باشد. نمونه‌هایی از مساجد عثمانی-ترک عبارتند از:

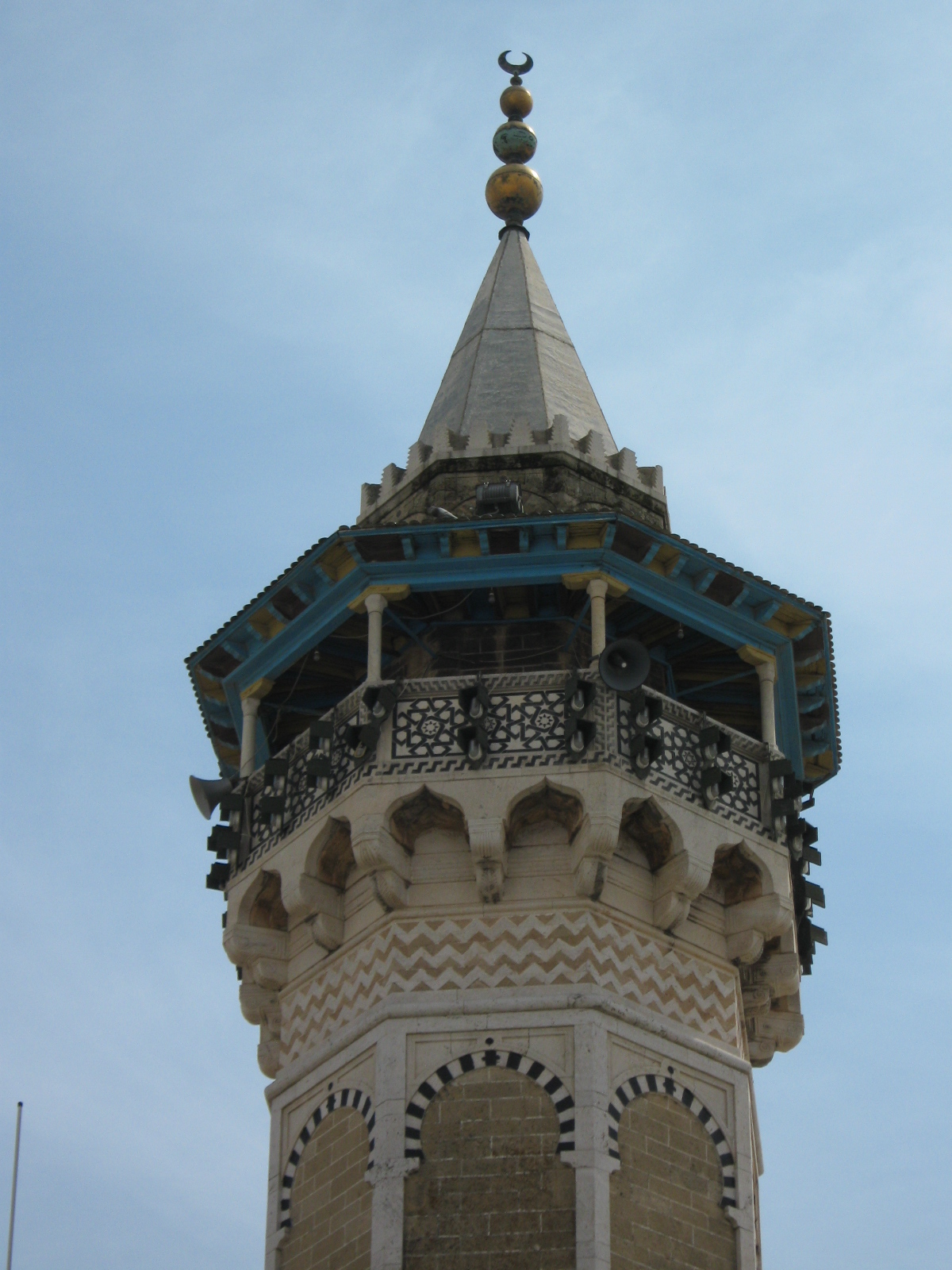
مسجد حموده پاشا
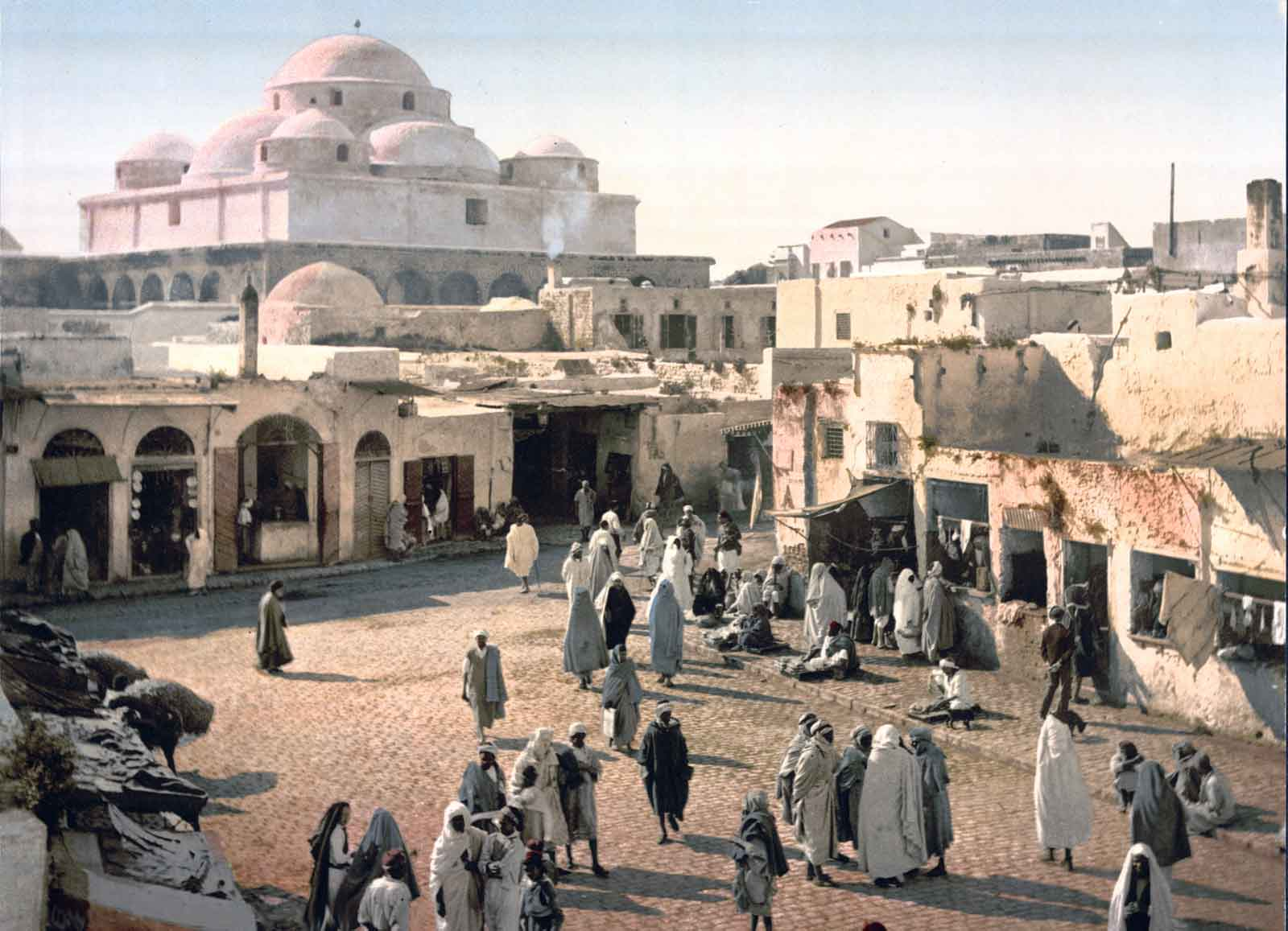
مسجد سعدی ماهرز
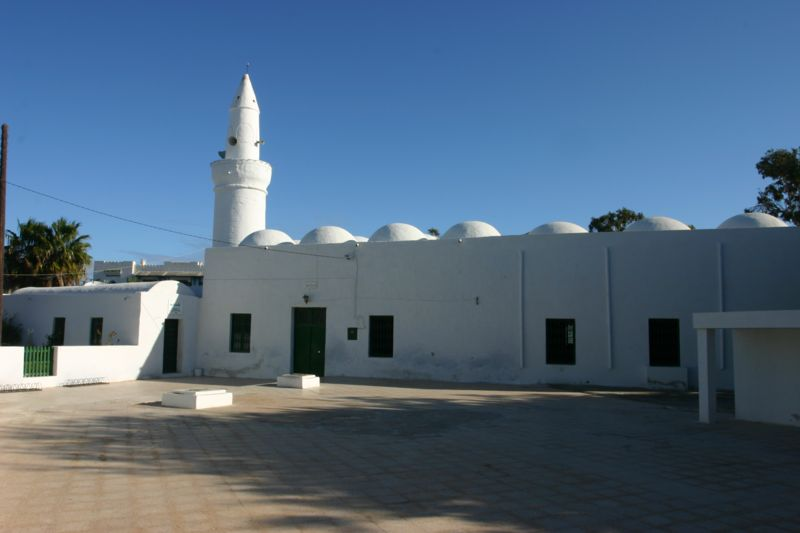
مسجد ترک‌ها
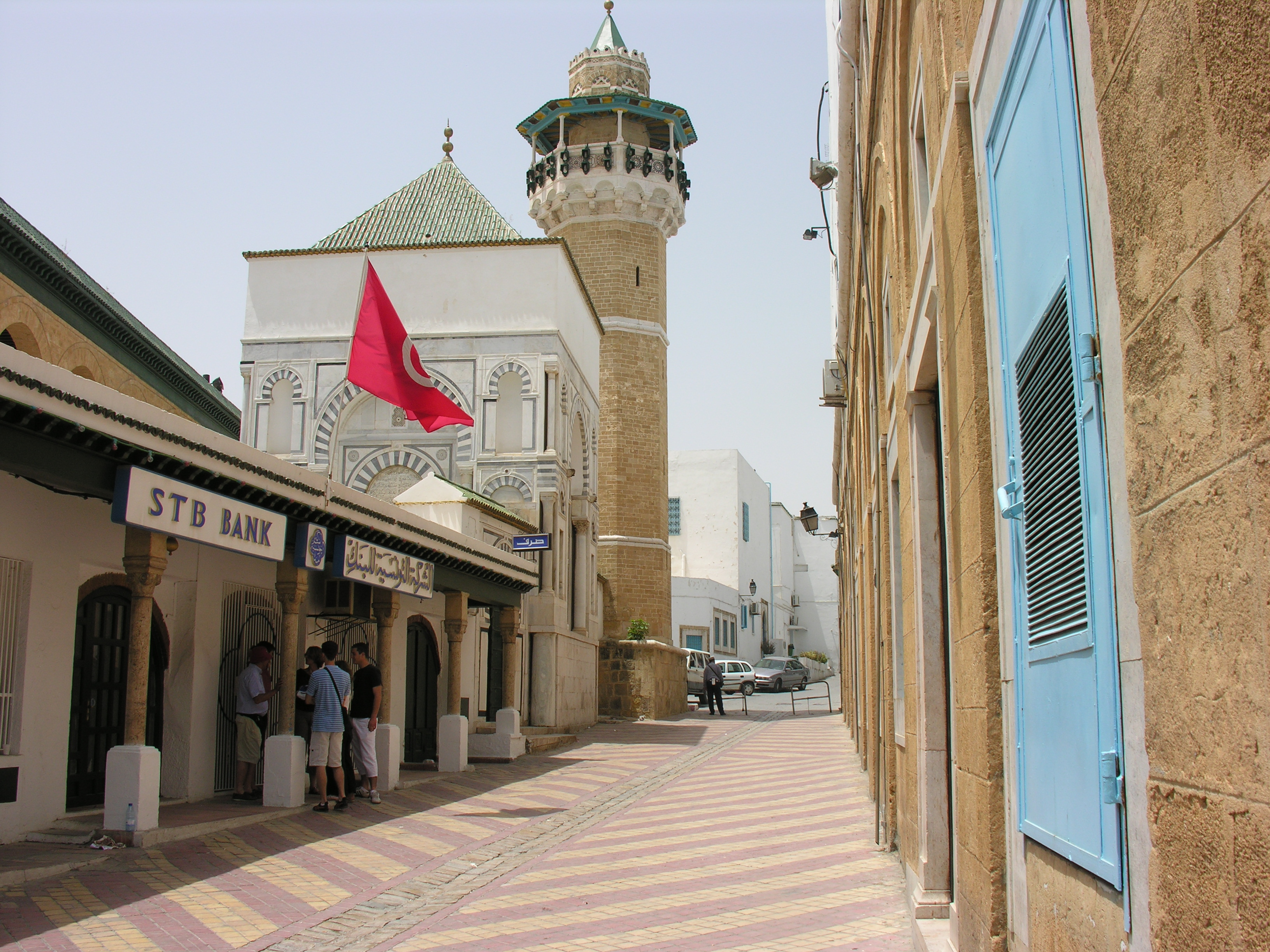
مسجد روز یوسف